# Cuspidaria convoluta
Cuspidaria convoluta là một loài thực vật có hoa trong họ Chùm ớt. Loài này được (Vell.) A.H.Gentry mô tả khoa học đầu tiên năm 1975.
Phạm vi bản địa của loài này là từ Bolivia đến Brazil và Đông Bắc Argentina. Nó là một loại dây leo và phát triển chủ yếu trong quần xã sinh vật nhiệt đới khô theo mùa. Từng có báo cáo cho biết loài này đã được nhập vào bang New South Wales, Úc (Điều tra dân số thực vật Úc, CHAH 2010), tuy nhiên hồ sơ không được chứng minh.

## Dặc điểm
Cây leo thân gỗ lâu năm, rụng lá.
Lá mọc đối, thường có 3 lá; lá chét có phiến trứng hình trứng đến hình trứng hẹp, dài 20–40 mm hoặc hơn, nhẵn ngoại trừ có lông ở mép và lông domatia mặt dưới, đỉnh nhọn đến nhọn; cuống lá có lông ở trên.
Cụm hoa chùy ở đầu mút. Hoa sặc sỡ, 5 cánh; tràng hoa hình ống-phễu, màu hồng hoặc hồng tím thường có các vệt sẫm màu hơn và họng trắng (ví dụ Cuspidaria convoluta 'Rosa Cipó'), hoặc trắng hoàn toàn (như Cuspidaria convoluta 'Alba').
Nang tuyến, to, dài 25 cm, thân gỗ mảnh, có cánh dọc theo khía; hạt có cánh mờ ở hai bên.